# Sven Bergman (ingenjör)
Ej att förväxla med ingenjören Sven Dan Bergman (1868–1941)
Sven Helge Bergman, född 6 mars 1888 i Åre församling, Jämtlands län, död 15 april 1959 i Karlshamns församling i Blekinge län, var en svensk ingenjör.
Sven Bergman var son till baningenjör O.S. Bergman och Georgina Rödén. Efter mogenhetsexamen i Norrköping 1906 och studier i elteknik vid Kungliga Tekniska Högskolan (KTH) 1906–1909 var han drift- och distributionsingenjör vid Hemsjö Kraft AB 1910–1916. Sven Bergman var sedan verksam utomlands, först som ingenjör vid Public Service Co of Northern Illinois i Chicago 1916–1917 och sedan vid Burroughs Adding Machine Co i Detroit 1917–1919.
Återkommen till Sverige var han chef för Hemsjö Kraft AB:s kraftförsäljningsavdelning 1919–1920, vid Sydsvenska Kraft AB 1920–1924 samt överingenjör och chef för Kraftkontrollen i Malmö 1924–1934. Han bedrev därefter egen konsultverksamhet i Karlshamn från 1934.
Bergman var ledamot av elektrifieringskommittéer i Malmöhus län 1925–1926 och 1929–1934. Han var ledamot av stadsfullmäktige, elverksstyrelsen och folkskolestyrelsen i Karlshamn samt Svenska Teknologföreningen.
Sven Bergman gifte sig första gången 1916 med Inga Björkman (1893–1922) och andra gången 1925 med Greta Lundh (1893–1982). Han fick barnen Gunnar (adopterad, född 1917), Marianne (född 1923), Britta (född 1926), Kerstin (född 1928) och Ragnar (född 1930).
Tillsammans med andra hustrun är han begravd på Hvilans kyrkogård i Karlshamn.